# Grameen America
Grameen America — некоммерческая микрофинансовая организация, расположенная в Нью-Йорке. Основана в 2008 году Нобелевским лауреатом Мухаммад Юнусом. Grameen America оказывает микрофинансовые услуги женщинам из беднейших слоёв населения США, при этом каждый заём должен быть направлен на открытие малого бизнеса.

## История
Grameen America была основана в 2008 году пионером микрокредитования и Нобелевским лауреатом Мухаммадом Юнусом и получила название в честь его бангладешского проекта Grameen Bank.
Grameen America работает с женским населением из числа тех, что живут за чертой бедности. Для получения займа им необходимо объединиться в группу из пяти человек и пройти обучение финансовой грамотности. После этого участницы группы получают 1500 долларов на открытие собственного дела. Сотрудник Grameen America еженедельно встречается с заёмщиком.
К 2015 году Grameen America выдало микрокредиты 48 тысячам женщин на общую сумму в 260 миллионов долларов. Компания имеет отделения во всех районах Нью-Йорка, Омахе, Остине, Бостоне, Сан-Хосе и других городах США.
Основатель компании Мухаммад Юнус остаётся в ней в роли председателя совета директоров. Исполнительный директор Grameen America — Андреа Юнг, известный бизнесмен, возглавлявшая с 2009 по 2012 год компанию Avon и входящая в совет директоров Apple.